# 대한민국 형법 제162조
대한민국 형법 제162조는 형법 제160조와 161조의 미수범의 처벌에 관한 형법 각칙의 조문이다.

## 조문
| 제162조 【미수범】 전2조의 미수범은 처벌한다. |

## 같이 보기
- 분묘발굴죄
- 사체 등의 영득